# Dominique Wilkins
Pour les articles homonymes, voir Wilkins.
Jacques Dominique Wilkins, surnommé The Human Highlight Film, né le 12 janvier 1960 à Paris est un ancien joueur américain de basket-ball. Il effectue la plus grande partie de sa carrière professionnelle dans l'équipe NBA des Hawks d'Atlanta, dont il est le meilleur marqueur et probablement le meilleur joueur de leur histoire avec Bob Pettit. Une statue est érigée en son honneur à Atlanta. 
Joueur spectaculaire, il est également reconnu comme un des meilleurs dunkers de l'histoire, notamment grâce à ses duels face à Michael Jordan au Slam Dunk Contest à la fin des années 1980. Il cumule plus de 27 000 points en NBA, ce qui le place dans le top 20 des meilleurs marqueurs de l'histoire de la ligue.

## Biographie
Bien que citoyen américain, Dominique Wilkins est né en France où son père travaillait pour l'armée américaine. Il poursuit ses études aux États-Unis, à l'université de Géorgie, durant trois saisons pendant lesquelles il tourne à 21,6 points de moyenne par match. Ses dunks spectaculaires lui font obtenir le surnom de Human Highlight Film.
En 1982, il est drafté en 3e position par le Jazz de l'Utah, de la National Basketball Association (NBA), mais refuse de signer le contrat et est transféré aux Hawks d'Atlanta où il passera la majeure partie de sa carrière. Dès sa première saison, il marque plus de 17 points en moyenne par match puis il dépasse les 20 points durant les 11 saisons suivantes (dont deux à plus de 30 points par match). En 1993, il devient le 17e joueur de l'histoire de la NBA à dépasser les 20 000 points en carrière peu de temps avant que Michael Jordan ne devienne le 18e.
Le 22 février 1994 est un tournant dans sa carrière : il quitte Atlanta pour rejoindre les Clippers de Los Angeles en échange de Danny Manning. Puis il rejoint les Celtics de Boston la saison suivante.
Mécontent de son rôle dans l'équipe, il tente de relancer sa carrière en Europe en signant au Panathinaïkos en Grèce. Il atteint alors le Final Four de l'Euroligue en 1996 à Paris, finale qu'il remporte et dont il est élu meilleur joueur.
Il revient alors en NBA aux Spurs de San Antonio, où il tourne, contre toute attente, à plus de 18 points de moyenne. La saison suivante 1997, il quitte de nouveau la NBA pour retourner en Europe au Fortitudo Bologne en Italie durant une saison. Finalement, le 5 février 1999, il signe son dernier contrat avec le Magic d'Orlando jusqu'à la fin de la saison, avant de prendre sa retraite.
La famille Wilkins est une grande famille de basketteurs, puisque Gerald Wilkins est le frère de Dominique (ils ont joué ensemble lors de la dernière saison de Dominique), et Damien Wilkins son neveu.
Son numéro 21 fait partie des maillots retirés par les Hawks d'Atlanta.
Il fait aujourd'hui partie de l'organisation des Hawks d'Atlanta, il est chargé des opérations basket.

## Palmarès
Sélections nationale
- Médaille d'or au Championnat du monde 1994.

En franchise NBA
- Champion de la Division Centrale en 1987 avec les Hawks d'Atlanta.

En Europe
- Vainqueur de l'Euroligue en 1996 avec le Panathinaikos et MVP.
- Vainqueur de la Coupe intercontinentale de basket-ball en 1996 avec le Panathinaïkos.
- Vainqueur de la Coupe de Grèce en 1996 avec le Panathinaïkos et MVP du tournoi.

Distinctions personnelles
- NBA All-Rookie First Team en 1983.
- All-NBA First Team en 1986.
- All-NBA Second Team en 1987, 1988, 1991 et 1993.
- All-NBA Third Team en 1989 et 1994.
- 9 sélections au NBA All-Star Game de 1986 à 1994.
- Meilleur marqueur NBA en 1986.
- Vainqueur du Slam Dunk Contest en 1985 et 1990.
- Finaliste du Slam Dunk Contest en 1986 et 1988.
- Autre participation au Slam Dunk Contest en 1984.
- Joueur ayant tenté le plus de tirs en 1985 (1891), et en 1986 (1897).
- Son maillot, le no 21 a été retiré par les Hawks d'Atlanta.
- Intronisé au Basketball Hall of Fame en avril 2006.

## Statistiques
gras = ses meilleures performances

### Universitaires
Statistiques en université de Dominique Wilkins
| Saison    | Équipe   | Matchs | Titul. | Min./m | % Tir | % 3pts | % LF | Rbds/m. | Pass/m. | Int/m. | Ctr/m. | Pts/m. |
| --------- | -------- | ------ | ------ | ------ | ----- | ------ | ---- | ------- | ------- | ------ | ------ | ------ |
| 1979-1980 | Géorgie  | 16     | —      | 31,8   | 52,5  | —      | 73,0 | 6,5     | 1,4     | 1,7    | 1,3    | 18,6   |
| 1980-1981 | Géorgie  | 31     | —      | 37,3   | 53,3  | —      | 75,2 | 7,5     | 1,7     | 1,3    | 2,4    | 23,6   |
| 1981-1982 | Géorgie  | 31     | 31     | 34,9   | 52,9  | —      | 64,4 | 8,1     | 1,3     | 1,0    | 1,6    | 21,3   |
| Carrière  | Carrière | 78     | 31     | 35,2   | 53,0  | —      | 69,9 | 7,5     | 1,5     | 1,3    | 1,8    | 21,6   |

#### Saison régulière
Légende :
| Meilleur joueur de cette catégorie statistique de la saison |

gras = ses meilleures performances
Statistiques en saison régulière de Dominique Wilkins
| Saison        | Équipe        | Matchs | Titul. | Min./m | % Tir | % 3pts | % LF | Rbds/m. | Pass/m. | Int/m. | Ctr/m. | Pts/m. |
| ------------- | ------------- | ------ | ------ | ------ | ----- | ------ | ---- | ------- | ------- | ------ | ------ | ------ |
| 1982-1983     | Atlanta       | 82     | 82     | 32,9   | 49,3  | 18,2   | 68,2 | 5,8     | 1,6     | 1,0    | 0,8    | 17,5   |
| 1983-1984     | Atlanta       | 81     | 81     | 36,6   | 47,9  | 0,0    | 77,0 | 7,2     | 1,6     | 1,4    | 1,1    | 21,6   |
| 1984-1985     | Atlanta       | 81     | 81     | 37,3   | 45,1  | 30,9   | 80,6 | 6,9     | 2,5     | 1,7    | 0,7    | 27,4   |
| 1985-1986     | Atlanta       | 78     | 78     | 39,1   | 46,8  | 18,6   | 81,8 | 7,9     | 2,6     | 1,8    | 0,6    | 30,3   |
| 1986-1987     | Atlanta       | 79     | 79     | 37,6   | 46,3  | 29,2   | 81,8 | 6,3     | 3,3     | 1,5    | 0,6    | 29,0   |
| 1987-1988     | Atlanta       | 78     | 76     | 37,8   | 46,4  | 29,5   | 82,6 | 6,4     | 2,9     | 1,3    | 0,6    | 30,7   |
| 1988-1989     | Atlanta       | 80     | 80     | 37,5   | 46,4  | 27,6   | 84,4 | 6,9     | 2,6     | 1,5    | 0,7    | 26,2   |
| 1989-1990     | Atlanta       | 80     | 79     | 36,1   | 48,4  | 32,2   | 80,7 | 6,5     | 2,5     | 1,6    | 0,6    | 26,7   |
| 1990-1991     | Atlanta       | 81     | 81     | 38,0   | 47,0  | 34,1   | 82,9 | 9,0     | 3,3     | 1,5    | 0,8    | 25,9   |
| 1991-1992     | Atlanta       | 42     | 42     | 38,1   | 46,4  | 28,9   | 83,5 | 7,0     | 3,8     | 1,2    | 0,6    | 28,1   |
| 1992-1993     | Atlanta       | 71     | 70     | 37,3   | 46,8  | 38,0   | 82,8 | 6,8     | 3,2     | 1,0    | 0,4    | 29,9   |
| 1993-1994     | Atlanta       | 49     | 49     | 34,4   | 43,2  | 30,8   | 85,4 | 6,2     | 2,3     | 1,3    | 0,4    | 24,4   |
| 1993-1994     | L.A. Clippers | 25     | 25     | 37,9   | 45,3  | 24,7   | 83,5 | 7,0     | 2,2     | 1,2    | 0,3    | 29,1   |
| 1994-1995     | Boston        | 77     | 64     | 31,5   | 42,4  | 38,8   | 78,2 | 5,2     | 2,2     | 0,8    | 0,2    | 17,8   |
| 1996-1997     | San Antonio   | 63     | 26     | 30,9   | 41,7  | 29,3   | 80,3 | 6,4     | 1,9     | 0,6    | 0,5    | 18,2   |
| 1998-1999     | Orlando       | 27     | 2      | 9,3    | 37,9  | 26,3   | 69,0 | 2,6     | 0,6     | 0,1    | 0,0    | 5,0    |
| Carrière      | Carrière      | 1074   | 995    | 35,5   | 46,1  | 31,9   | 81,1 | 6,7     | 2,5     | 1,3    | 0,6    | 24,8   |
| All-Star Game | All-Star Game | 8      | 3      | 19,9   | 40,0  | 25,0   | 73,7 | 3,4     | 0,9     | 0,8    | 0,5    | 13,3   |

#### Playoffs
Statistiques en playoffs de Dominique Wilkins
| Saison   | Équipe   | Matchs | Titul. | Min./m | % Tir | % 3pts | % LF | Rbds/m. | Pass/m. | Int/m. | Ctr/m. | Pts/m. |
| -------- | -------- | ------ | ------ | ------ | ----- | ------ | ---- | ------- | ------- | ------ | ------ | ------ |
| 1983     | Atlanta  | 3      | 3      | 36,3   | 40,5  | 100,0  | 85,7 | 5,0     | 0,3     | 0,7    | 0,3    | 15,7   |
| 1984     | Atlanta  | 5      | 5      | 39,4   | 41,7  | 0,0    | 83,9 | 8,2     | 2,2     | 2,4    | 0,2    | 19,2   |
| 1986     | Atlanta  | 9      | 9      | 40,0   | 43,3  | 20,0   | 86,1 | 6,0     | 2,8     | 1,0    | 0,2    | 28,6   |
| 1987     | Atlanta  | 9      | 9      | 40,0   | 41,0  | 30,0   | 89,2 | 7,8     | 2,8     | 1,8    | 0,9    | 26,8   |
| 1988     | Atlanta  | 12     | 12     | 39,4   | 45,7  | 22,2   | 76,8 | 6,4     | 2,8     | 1,3    | 0,5    | 31,2   |
| 1989     | Atlanta  | 5      | 5      | 42,7   | 44,8  | 29,4   | 71,1 | 5,4     | 3,4     | 0,8    | 1,6    | 27,2   |
| 1991     | Atlanta  | 5      | 5      | 39,0   | 37,2  | 13,3   | 91,4 | 6,4     | 2,6     | 1,8    | 1,0    | 20,8   |
| 1993     | Atlanta  | 3      | 3      | 37,7   | 42,7  | 25,0   | 76,7 | 5,3     | 3,0     | 1,0    | 0,3    | 30,0   |
| 1995     | Boston   | 4      | 4      | 37,5   | 42,6  | 47,1   | 88,9 | 10,8    | 2,0     | 0,5    | 0,8    | 19,0   |
| 1999     | Orlando  | 1      | 0      | 3,0    | 50,0  | —      | —    | 0,0     | 0,0     | 0,0    | 0,0    | 2,0    |
| Carrière | Carrière | 56     | 55     | 38,8   | 42,9  | 28,1   | 82,4 | 6,7     | 2,6     | 1,3    | 0,6    | 25,4   |

## Records NBA
- 23 lancers francs réussis dans un match sans en rater un seul le 8 décembre 1992 contre les Bulls de Chicago de Michael Jordan

## Pour approfondir